# Arnoglossus polyspilus
Arnoglossus polyspilus är en fiskart som först beskrevs av Günther, 1880.  Arnoglossus polyspilus ingår i släktet Arnoglossus och familjen tungevarsfiskar. Inga underarter finns listade i Catalogue of Life.